# Otjiwarongo
Otjiwarongo es un pueblo en el noroeste de Namibia, en la región de Otjozondjupa, que está situado sobre el Ferrocarril Trans-Namib. El nombre significa "Lugar Agradable" o "Lugar Donde Pasta el Ganado Gordo" en las lenguas nativas.
Está ubicada en un cruce de caminos del ferrocarril y la ruta B1 y sus conexiones entre Windhoek, el Triángulo de Oro de Otavi, Tsumeb y Grootfontein, y el parque nacional Etosha.
El interés principal para los turistas es la proximidad de Otjiwarongo al parque nacional de Waterberg. Namibia es 'la Capital mundial del Guepardo' y Otjiwarongo es sede del Fondo de Conservación del Guepardo (Cheetah Conservation Fund), una organización internacionalmente reconocida dedicada a asegurar la supervivencia a largo plazo del guepardo mediante la investigación, conservación y educación. También aproximadamente a 90 kilómetros (50 millas) de Otjiwarongo está Okonjima, la casa de la Fundación Africat. En el borde de ciudad está el Rancho Cocodrilo, uno de los pocos programas de cría en cautiverio para el Cocodrilo del Nilo que ha sido registrado en la CITES. El rancho exporta las pieles, pero vende la carne en la localidad. También en la ciudad está la Locomotora N.º 41, originariamente traída de Alemania para transportar la mena entre Tsumeb y el puerto en Swakopmund.